# Andy Ngo
Andy Cuong Ngo (Portland, Oregon, 1986) é um jornalista conservador norte-americano, autor e personalidade das redes sociais, conhecido por cobrir e gravar vídeos de manifestantes de extrema esquerda.

## Biografia
Os pais de Andy fugiram do Vietnã em 1978, depois da derrota dos EUA na Guerra do Vietnã.
Sua família é de origem budista.
Andy, Porém, converteu-se para o Cristianismo durante o Ensino Médio.
Ele é abertamente LGBT.

## Carreira
Andy é o editor-chefe do The Post Millennial, um site de notícias canadense.
Ngo é um convidado regular na Fox News, e publicou colunas em veículos como The Spectator e The Wall Street Journal.
Andy cobre frequentemente as manifestações da extrema esquerda em Portland.